# مرير شاهق
المرير الشاهق واسمه العلمي (باللاتينية: Picris rhagadioloides) نوع نباتي ينتمي إلى جنس المرير من الفصيلة النجمية.

## الموئل والانتشار
موطنه بلاد الشام ومصر والمغرب العربي وقبرص وتركيا وبعض مناطق حوض البحر الأبيض المتوسط.

## مرادفات للاسم العلمي
- (باللاتينية: Crepis rhagadioloides L.)
- (باللاتينية: Picris altissima Delile)
- (باللاتينية: Picris aspera Dufour, nom. illeg.)
- (باللاتينية: Picris integrifolia DC.)